# ふるえ音

調音方法

気流の妨害度

阻害音
破裂音
破擦音
摩擦音
共鳴音
ふるえ音
はじき音
接近音

気流の通路
中線音
側面音
口蓋帆の状態
口音
口鼻音
鼻音
気流機構
肺臓気流
吸気音
呼気音

非肺臓気流
放出音
入破音
吸着音

▶ 調音部位

ふるえ音（震え音、ふるえおん・trill）は子音を調音する際、下の調音器官と上の調音器官の軽く短い接着を何度も繰り返しながら作り出される音。瞬間的な閉鎖が何度も形成される。震音（しんおん）、顫音（せんおん）、顫動音（せんどうおん）ともいう。通常ふるえ音は有声音とされるが、無声的な発音も可能であり、実際にそのように発音されることがある（ドイツ語、フランス語の音節末の「R」など）。
国際音声記号では以下の音が区別される。
- [ʙ] - 両唇ふるえ音
- [r] - 歯茎ふるえ音
- [ʀ] - 口蓋垂ふるえ音